# 국경간 리스
국경간 리스(Cross-border leasing)는 세일앤리스백의 한 종류로 리스 계약의 리스 회사와 임차인이 서로 다른 나라에 있는 경우를 이야기한다. 한때는 독일과 오스트리아에서 유행했으나 미국의 조세제도 개편으로 인하여 2000년대에 사라졌다.

## 역사
리스 계약은 항공기 등의 구매 계약에 사용되었다. 국경간 리스라는 용어는 1980년대부터 사용되기 시작했으며 미국 상원의원 J. J. 피클이 고안했다. 1994년 이전까지의 국경간 리스 계약에서는 최대 99년간의 장기 리스를 통해서 국내나 외국에 있는 리스이용자가 조세 혜택을 볼 수 있는 형태였다. 미국에서의 법안 변경으로 인하여 장기 리스 시 조세 혜택은 외국의 리스이용자로 한정되면서 1995년부터 국경간 세일앤리스백(Cross Border Sale and Lease Back)이라는 형태가 등장했다. 1996년부터는 LILO(리스인 리스아웃)라는 기법이 등장했다. LILO 계약은 리스 고객이 은행에 자산을 리스하고 단기간 동안 은행에서 다시 사용권을 리스받는 것이었다. 1999년에 미국에서 LILO로 인한 조세 혜택을 중단하면서 최종적인 형태가 만들어졌다. 리스라는 제도가 완전히 사라지지는 않았지만 리스 계약의 구조만 변경되었다.
1990년대 후반에는 유럽의 여러 도시에서 공공시설(교통시설, 상하수도망, 쓰레기 처리 시설)을 리스하는 형태로 현금성 예산을 확보하는 방식이 유행했다. 일부 지역에서는 법적인 소유자에게 소유권과 감가상각을 적용했으며, 미국 등에서는 세액 비중이 가장 높은 소유자에게 이를 적용했다. 이러한 상황에서 99년 등 장기 리스 계약을 체결했다면 하나의 자산을 놓고 지역별로 간주하는 소유자가 서로 달라질 수 있으며, 이를 더블딥 리스(Double-dip lease)라고 한다. 독일 노르트라인베스트팔렌주에서는 1997년부터 2002년까지 19건의 계약이 체결되었고, 지자체 세외수입으로 3억 4550만 유로를 확보할 수 있었다. 이 중에는 도르트문트의 베스트팔렌할레(Westfalenhalle), 쾰른 노면전차, 본, 뒤셀도르프, 겔젠키르헨, 레클링하우젠, 부퍼탈의 상하수도가 포함되어 있다.
2004년에 미국 고용창출법이 통과되면서 미국 국외 소득에 대한 조세 혜택이 줄어들었다. 2004년 3월에는 미국 국세청에서 조세 회피로 분류했고 2008년 10월에는 완전히 금지되었다. 리스 계약을 통해서 이익을 얻기가 어려워지면서 더 이상의 계약이 체결되지 않게 되었다.